# HMS Nith (K215)
Pour les autres navires du même nom, voir HMS Nith.
Le HMS Nith est une frégate de classe River en service dans la Royal Navy pendant la Seconde Guerre mondiale. En 1948, il est transféré dans la Marine égyptienne sous le nom de Domiat.

## Historique
La frégate est lancée le 25 septembre 1942 et entre en service au sein de la Royal Navy le 16 février 1943. Initialement affectée aux missions d’escorte de convois, les essais en mer indiquent qu’elle trouve plus sa place lors des actions de soutien d’opérations amphibies.
C’est ainsi que, dans le cadre des préparatifs de l’opération Overlord, le Nith est choisi pour embarquer l’état-major de l’Assault Group G.1 (Task Force G) commandé par le Captain John Wentworth Farquhar. La frégate est ainsi destinée à coordonner la progression du convoi maritime ainsi que le débarquement de la 231e brigade d’infanterie sur le secteur Jig de Gold Beach le 6 juin 1944.
En soirée du 24 juin, toujours localisée dans la baie de Seine, elle est touchée par un Mistel guidé depuis un Junkers Ju 88. Dix membres d’équipages sont tués et vingt-six autres sont blessés. Gravement endommagée, elle est remorquée jusqu'en Grande-Bretagne pour y être réparée. Ce n’est qu’en octobre que la frégate est à nouveau opérationnelle et fait route vers l’Extrême-Orient, où elle participe notamment à l’opération Bibber au large de la Thaïlande.
En mars 1946, elle est intégrée à la flotte de réserve basée à Harwich puis est vendue deux ans plus tard à l’Égypte, qui la rebaptise Domiat.
En 1956, lors de l’intervention franco-israélo-anglaise en Égypte visant à prendre le contrôle du canal de Suez (opération Mousquetaire), le Domiat est engagé au canon par le croiseur léger HMS Newfoundland. Réduit à l’état d'épave, il a ensuite été coulé par le destroyer d'escorte HMS Diana (D126) qui sauve soixante-neuf membres d’équipage.